# Mormopterus
Mormopterus (Peters, 1865) è un genere di pipistrelli della famiglia dei Molossidi.

## Descrizione

### Dimensioni
Al genere Mormopterus appartengono pipistrelli di piccole dimensioni, con lunghezza della testa e del corpo tra 43 e 65 mm, la lunghezza dell'avambraccio tra 29 e 41 mm, la lunghezza della coda tra 27 e 40 mm e un peso fino a 19 g.

### Caratteristiche craniche e dentarie
Il cranio ha il rostro e la scatola cranica allo stesso livello e presenta una mandibola con un processo coronoide alto e curvato all'indietro. L'unico premolare superiore è relativamente grande, mentre in alcune forme è presente un secondo premolare notevolmente ridotto.
Sono caratterizzati dalla seguente formula dentaria:

### Aspetto
La pelliccia è corta. Le parti dorsali variano dal marrone scuro al bruno-grigiastro, mentre le parti ventrali sono più chiare. Il labbro superiore è ricoperto di pliche cutanee superficiali oppure è completamente liscio. Gli occhi sono cospicui. Le orecchie sono erette e separate tra loro, il trago è piccolo e triangolare mentre l'antitrago è poco sviluppato. Le ali sono lunghe, strette e con l'estremità relativamente ampia. La coda è tozza, lunga e si estende per circa la metà oltre l'uropatagio. I maschi del sottogenere Mormopterus hanno una sacca ghiandolare sotto la gola.

## Distribuzione
Il genere è diffuso in Madagascar, nelle Isole Mascarene, in Asia Orientale dall'isola di Sumatra fino all'Australia e nell'America meridionale.

## Tassonomia
Il genere comprende 16 specie.
- Un solo premolare superiore e due incisivi inferiori su ogni semi-arcata.
  - Sottogenere Mormopterus
    - Mormopterus acetabulosus
    - Mormopterus doriae
    - Mormopterus francoismoutoui
    - Mormopterus jugularis
    - Mormopterus kalinowskii
    - Mormopterus minutus
    - Mormopterus phrudus
- Due premolari superiori e tre incisivi inferiori su ogni semi-arcata.
  - Sottogenere Ozimops (Reardon, McKenzie, Cooper, Appleton, Carthew & Adams, 2014)
    - Mormopterus beccarii
    - Mormopterus halli
    - Mormopterus kitcheneri
    - Mormopterus loriae
    - Mormopterus lumsdenae
    - Mormopterus petersi
    - Mormopterus planiceps

  - Sottogenere Micronomus (Troughton, 1943)
    - Mormopterus norfolkensis

  - Sottogenere Setirostris (Reardon, McKenzie, Cooper, Appleton, Carthew & Adams, 2014)
    - Mormopterus eleryi